# Johann Golitz
Andreas Murray, född 24 augusti 1677 i Stettin, död 12 december 1738, var en tysk präst.

## Biografi
Johann Golitz föddes 1677 i Stettin. Han var 1703 magister och ärkediakon i S.t Nicolai, Stettin och blev 17 november 1721 andre pastor i Tyska S:ta Gertruds församling, tillträdde 1722. Golitz blev 7 maj 1722 assessor i Stockholms stads konsistorium och blev 15 december 1730 teologie doktor i Greifswald. Han blev 2 augusti 1734 pastor primarius i Tyska S:ta Gertruds församling och avled 1738.

### Familj
Golitz gifte sgi 1703 i Stettin med Johanna Elisabeth Matthei (död d1719). De fick tillsammans barnen Johanna Christiana Golitz (1712–1800) som var gift med pastor primarius Andreas Murray i Tyska S:ta Gertruds församling, Johanna Rakel Golitz (1715–1775), Johanna Charlotta Golitz (1716–1781) som var gift med grosshandlaren David Gottlieb Wagner och Johann Nathanael Golitz (död 1756).